# Echinocephalus overstreeti
Echinocephalus overstreeti is een rondwormensoort uit de familie van de Gnathostomatidae. De wetenschappelijke naam van de soort is voor het eerst geldig gepubliceerd in 1983 door Deardorff & Ko.